# Hồ Khyargas
Khyargas (tiếng Mông Cổ: Хяргас нуур) là một hồ nước mặn tại sum Khyargas, tỉnh Uvs thuộc miền tây Mông Cổ.
Có nhiều số liệu khác nhau về hồ Khyargas: 
- Độ cao bề mặt: 1.035,29 m
- Diện tích bề mặt: 1.481,1 km²
- Độ sâu trung bình: 50,7 m
- Dung tích: 75,2 km³.

| Lượng vào  | Lượng vào | Lượng ra | Lượng ra | Nước ngầm chảy vào- chảy ra | Lượng nước giữ lại, năm |
| Giáng thủy | Chảy vào  | Bay hơi  | Chảy ra  | Nước ngầm chảy vào- chảy ra | Lượng nước giữ lại, năm |
| ---------- | --------- | -------- | -------- | --------------------------- | ----------------------- |
| 55,9       | 652,4     | 937,1    | 0        | +228,8                      | 54,2                    |

Công viên quốc gia hồ Khyargas có phần cốt lõi là hồ Khyargas. Khu bảo tồn này được thành lập vào năm 2000 và có diện tích khoảng 3.328 km². Công viên cũng bao gồm hồ nước ngọt Airag.